# Panqueba (ort)
Panqueba är en ort i Colombia.   Den ligger i departementet Boyacá, i den centrala delen av landet, 270 km nordost om huvudstaden Bogotá. Panqueba ligger 2 289 meter över havet och antalet invånare är 668.
Terrängen runt Panqueba är varierad. Panqueba ligger nere i en dal. Runt Panqueba är det ganska glesbefolkat, med 43 invånare per kvadratkilometer. Närmaste större samhälle är El Cocuy, 4,1 km söder om Panqueba. Trakten runt Panqueba består i huvudsak av gräsmarker.